# Hlatikulu
Hlatikulu è una città situata nel distretto di Shiselweni, nel sud dell'eSwatini. Conta circa 2 748 abitanti ed è una delle principali città del distretto.